# Daktylové
Daktylové byly v řecké mytologii nižší božské bytosti.
Daktylové byli trpaslíci, patřili ke kněžím bohyně Kybelé. Stalo se, že při lesním požáru našli na trójské hoře Ídě ložiska železné rudy. Naučili se ji zpracovávat a byli vyhlášenými zručnými kováři.
O jejich původu se říká, že vyskočili ze země, když bohyně Rheia rodila Dia a vtiskla do země prsty, aby si odlehčila od bolesti. Ze země vyskočilo pět mužů od pravé ruky a pět žen od levé. Jinde se ale tvrdí, že tu byli dávno před tímto okamžikem.